# Vernie February

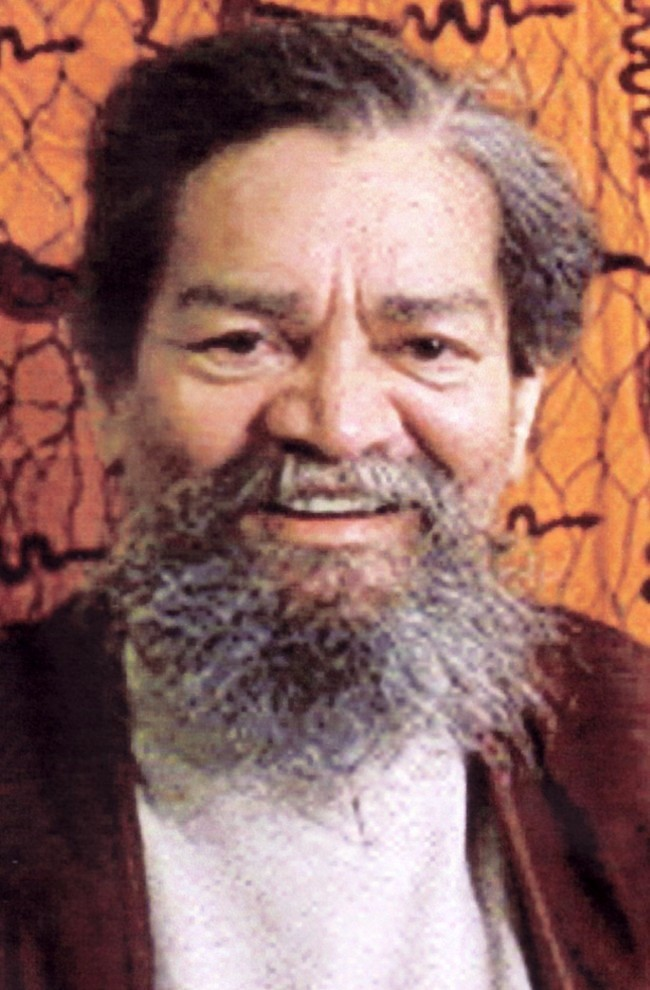

Vernon Alexander February (Somerset West, 15 juni 1938 – Amsterdam, 24 november 2002) was een Zuid-Afrikaans wetenschapper, activist en dichter.

## Biografie

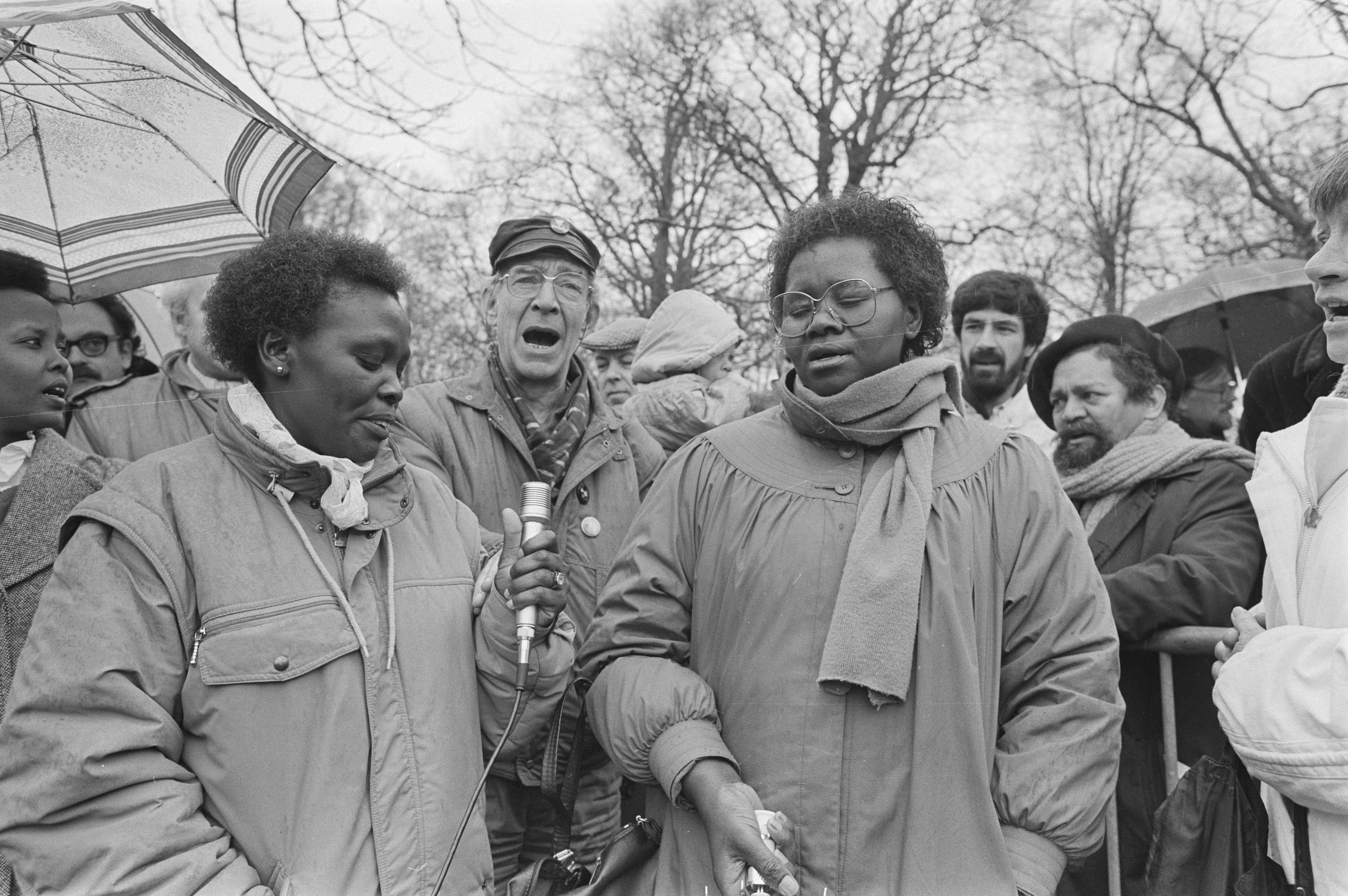
February (3e van rechts, met hoedje) bij een demonstratie bij de Zuid-Afrikaanse ambassade (1986)

Vernie February werd geboren op 15 juni 1938 in Somerset-Wes in Die Boland, waar hij ook opgroeide. Hij ging naar de middelbare school in District Six en studeerde aan de Universiteit van Kaapstad. Hij werkte als leraar Engels en Afrikaans op de Trafalgar Highschool in Kaapstad.
In 1963 kwam February als balling naar Nederland, waar hij in 1968 afstudeerde aan de Rijksuniversiteit Leiden. Vervolgens was hij ruim dertig jaar als wetenschappelijk medewerker verbonden aan het Afrika-Studiecentrum te Leiden.
In 1977 promoveerde hij op een proefschrift getiteld Flagellated skin, a fine fetish: the 'Coloured' as a stereotype in South African literature, in 1981 gepubliceerd als Mind your Colour: The Coloured Stereotype in South African Literature. Zijn belangstelling voor Creoolse talen bracht hem in contact met Surinaamse en Antilliaanse schrijvers en dichters. Gedurende zijn wetenschappelijke loopbaan publiceerde hij drie belangrijke studies.
In nauwe samenwerking met veel Nederlandse organisaties streed hij decennialang tegen de apartheid in zijn land en de gevolgen daarvan. Hij was een veelgevraagde gast op anti-apartheidsbijeenkomsten waar hij zijn gedichten voorlas en zijn verhalen vertelde.
February's dichtbundel O snotverdriet, bestaande uit 32 pagina's, verscheen in 1979 bij Uitgeverij In de Knipscheer. In eigen beheer en in beperkte oplage publiceerde hij later ook Just the faintest spoor (1982) en Spectre de la rose.
Hij schreef talloze korte stukjes, essays, proza en poëzie, in diverse kranten en tijdschriften. Tussen 1984 en 1994 was hij een vaste columnschrijver voor Die Suid-Afrikaan. 
Vernie February was een van de eerste politieke ballingen die terugging naar Zuid-Afrika. Hij werd buitengewoon hoogleraar aan de Universiteit van de West-Kaap, een benoeming waarop hij zeer trots was. Sinds 1996 had hij ernstige gezondheidsproblemen. Hij overleed in Amsterdam in november 2002, waar hij was voor de voorbereidingen van een grootse afscheidsconferentie bij het Afrika-Studiecentrum.

## Werk

### Poëzie
- O snotverdriet. Afrikaanse gedigte  (1979)
- Just the faintest spoor.... . Poems of home and exile (1992)
- Spectre de la rose. Gedichten in het Engels, Nederlands en Afrikaans (1982)

### Studies
- Mind your colour. The 'coloured' stereotype in South African literature (1981)
- And bid him sing. Essays in literature and cultural domination (1988)